# Howard Keck
A Howard Keck foi uma equipe de Fórmula 1 norte-americana que participou das 500 Milhas de Indianápolis de 1950,1951,1952,1953 e 1954.